# Calocheirus
Genre
Synonymes
- Apolpiolum Beier, 1963

Calocheirus est un genre de pseudoscorpions de la famille des Hesperolpiidae.

## Distribution
Les espèces de ce genre se rencontrent en Afrique du Nord et au Moyen-Orient.

## Liste des espèces
Selon Pseudoscorpions of the World (version 3.0) :
- Calocheirus atopos Chamberlin, 1930
- Calocheirus canariensis (Beier, 1970)
- Calocheirus gigas (Mahnert, 1980)
- Calocheirus gracilis Mahnert, 1991
- Calocheirus mirus Mahnert, 1986
- Calocheirus tenerifae Mahnert, 2002

Calocheirus asiaticus a été placée dans le genre Cardiolpium par Nassirkhani en 2016.

## Publication originale
- Chamberlin, 1930 : A synoptic classification of the false scorpions or chela-spinners, with a report on a cosmopolitan collection of the same. Part II. The Diplosphyronida (Arachnida-Chelonethida). Annals and Magazine of Natural History, sér. 10, vol. 5, p. 1-48 & 585-620.